# Església de la Concepció (Barcelona)
L'Església de la Concepció (oficialment Basílica de la Puríssima Concepció i Assumpció de Nostra Senyora) és un temple parroquial situat als carrers d'Aragó i de Roger de Llúria de la Dreta de l'Eixample de Barcelona, catalogada com a bé cultural d'interès local.

## Història
El 1868, la Junta Revolucionaria Provincial de Barcelona es proposà enderrocar el monestir de Jonqueres per a urbanitzar la zona, i el 1869, el bisbe Pantaleó Montserrat i Navarro plantejà la construcció d'una nova parròquia dedicada a la Immaculada Concepció en el nounat Eixample de la ciutat. En aquest marc, el bisbat adquirí el solar el 1870, i l'arquitecte Josep Buxareu i Gallart projectà el trasllat de l'església i el claustre, tasca finalment materialitzada i dirigida per Jeroni Granell i Mundet. El conjunt fou inaugurat solemnement el 14 de juny de 1871. Tan sols tres anys més tard, l'arquitecte Emili Sala i Cortés fou contractat per a canviar la planta del claustre i afegir-hi el segon pis, traslladar i reconstruir el campanar de Sant Miquel i dissenyar la nova rectoria i la Capella del Santíssim. Les dificultats econòmiques de la parròquia, junt amb l'ampli abast de les obres, provocaren que aquestes no finalitzessin definitivament fins a l'any 1892.
Cap al 1906, l'arquitecte Antoni Serrallach procedí a la variació formal de les obertures i al recreixement dels contraforts i façanes de l'església, donant-li un nou coronament. Abans del 1930, el conjunt es conclouria amb la construcció de la capella de Montserrat i d'un nou frontis regularitzat afrontat al passatge del Rector Oliveres. Durant la Guerra Civil, el conjunt fou assaltat i incendiat i les obres de reparació es prolongaren fins a l'any 1957. Calgué refer forjats i teulades del claustre i de les Capelles del Santíssim i de Montserrat, així com reconstruir el cor i netejar els murs cremats de l'església i substituir els paviments de tot el conjunt.
Des del 1999, el rector és mossèn Ramon Corts i Blay, i el 20 de febrer del 2009, el papa Benet XVI li va concedir el títol de basílica menor, convertint-se en la vuitena de les nou que hi ha a la ciutat.

## Arquitectura

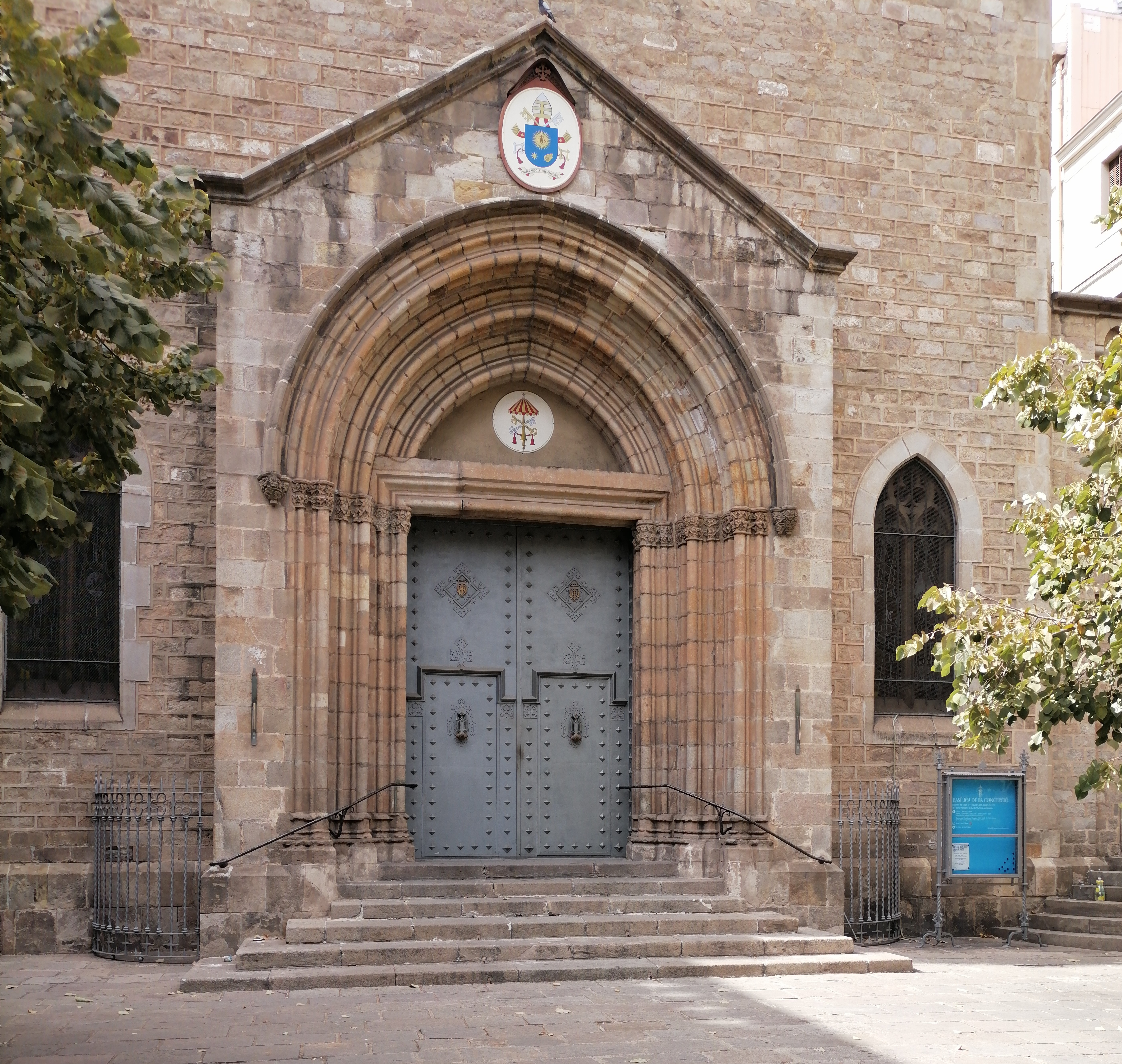
Porta principal

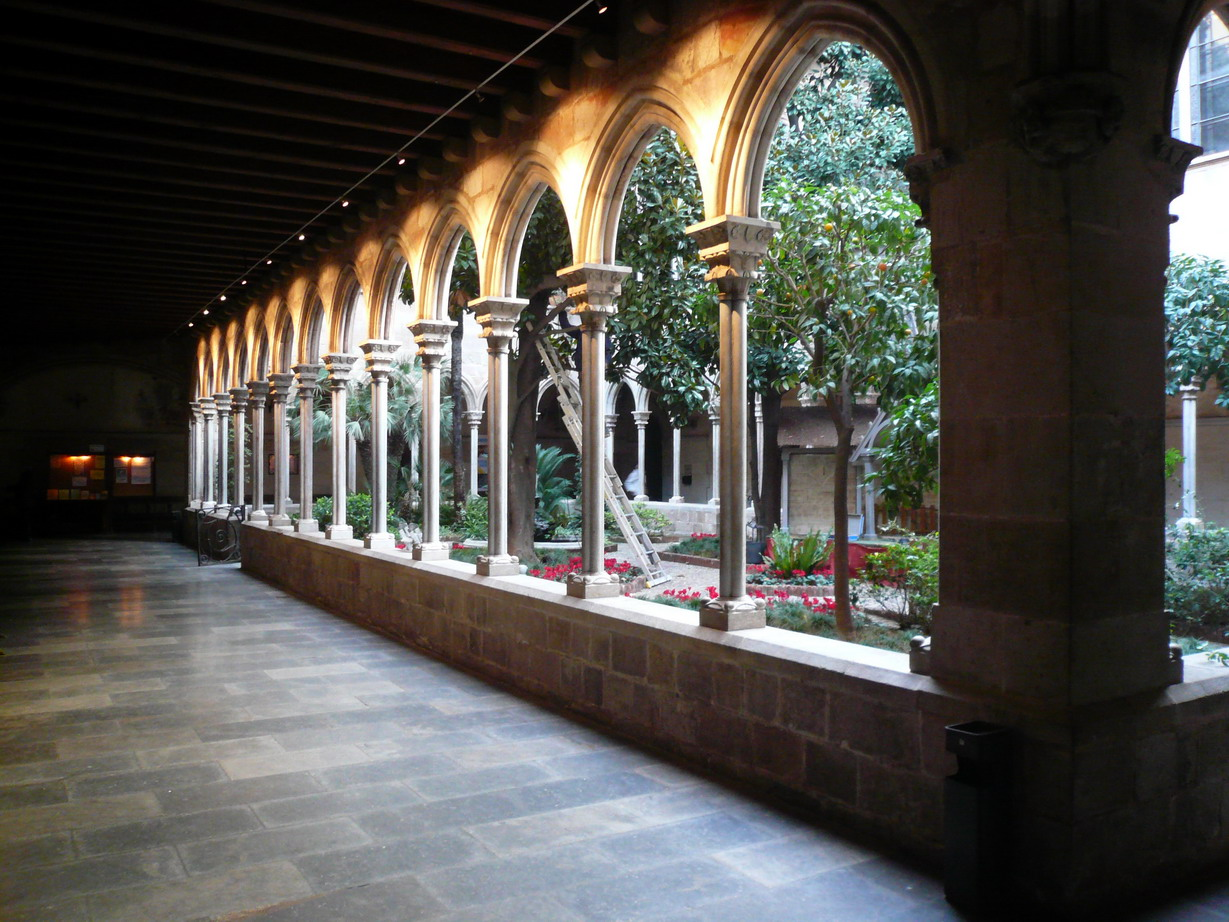
Claustre

És un conjunt d'edificis de diversa entitat arquitectònica i cronologia, fruit del trasllat i reconstrucció de l'església i del claustre de l'antic monestir de Jonqueres i el campanar de l'església de Sant Miquel.
La façana principal de l'església, que dona al carrer d'Aragó, presenta un portal coronat amb arquivoltes ogivals flanquejat per dues finestres apuntades amb traceria. Sota el coronament, a doble vessant i decorat amb traceries, s'obre una rosassa decorada a base de cercles tangents. Es tracta d'un edifici de la primera meitat del segle xv de nau única amb capelles laterals entre els contraforts i capçalera poligonal. La nau presenta sis trams de volta de creueria amb les nervadures sostingudes sobre mènsules, donant lloc a uns murs de tancamant llisos, només interromputs per les obertures de les capelles laterals. A la banda més occidental es troben el campanar i la rectoria.
El campanar és el resultat del trasllat i recreació del campanar de l'antiga església de Sant Miquel, desapareguda cap al 1870 amb les obres d'ampliació de la Casa de la Ciutat. Es tracta d'una construcció de planta quadrangular amb una escala de cargol interior que culmina a un segon cos de mesures inferiors i coronat per un pinacle. La rectoria s'alça l'esquerra del campanar i és una construcció historicista de planta rectangular i tres nivells d'alçat, bastit a finals del segle xix. Les obertures, alineades en eixos verticals, presenten emmarcaments petris amb guardapols gotitzants. La manca d'alineació entre l'església i campanar i la rectoria es deu al canvi de planificació urbanística del carrer d'Aragó, que de 50 m d'amplada passà a 30 m durant la construcció del conjunt.
La resta d'edificis, afrontats al carrer de Roger de Llúria, mantenen la mateixa alineació i mostren una clara manca d'unitat en el seu disseny de façana, donat que és resultat de diferents campanyes constructives i canvis de projecte.
El claustre gòtic es troba a la banda meridional i també fou traslladat parcialment desde l'antic monestir de Jonqueres, però sense respectar-ne la seva fesomia original. Es tracta d'un claustre de planta rectangular i dos nivells d'alçat, amb llurs galeries d'arcs en punta d'ametlla impostant sobre columnelles. A la planta baixa, dites columnelles son lobulades i llurs àbacs presenten escultura amb motius florals i heràldics, mentre la galeria alta presenta columnelles de secció vuitavada. El claustre és senzill i va ser construït en el segle xiv. Té una longitud de 30 m i un ample de 17 m. Consta de dos pisos dividits en galeries, amb un total de 72 arcs cadascun. S'hi conserven tres urnes sepulcrals dels segles xiv i xv.
Adossada al claustre per la seva banda nord, i perpendicular al carrer de Roger de Llúria s'hi bastí la Capella del Santíssim, un edifici neogòtic de capçalera plana amb tres naus a base d'arcs torals i diafragmàtics apuntats i coberta de vessants. Clou el conjunt la Capella de Montserrat, una construcció d'una sola planta amb una façana escultòrica certament treballada a principis del segle xx.